# ROH 애니버서리 쇼
애니버서리 쇼(Anniversary Show)는 링 오브 오너가 주관하는 월간 페이퍼뷰로 매년 9월에 진행된다. 원래는 페이퍼뷰가 아닌 하우스 쇼로 진행되었으나 2011년부터 페이퍼뷰 방식으로 변경되었다.

## 결과

### 2011년
- 데이비 리쳐즈가 콜트 카바나에게 기권승
- 마이크 배넷이 스티브 코리노, 카일 오'라일리, 그리즐리 레드우드와의 4자간 서바이벌 경기에서 승리
- 엘 제네리코가 마이클 엘진에게 승리
- 로데릭 스트롱이 호미사이드와의 노 홀즈 바드 경기 방식으로 진행된 RoH 월드 타이틀전에서 승리하고 타이틀 방어에 성공함
- 사라 델 레이가 미스치프에게 승리
- 킹스 오브 레슬링 (클라우디오 캐스터그놀리 & 크리스 히어로)이 올나잇 익스프레스 (레트 티튜스 & 캐니 킹)와의 RoH 월드 태그팀 타이틀전에서 승리하고 타이틀 방어에 성공함
- 크리스토퍼 다니엘스와 에디 에디워즈 3전 2선승제 경기 방식으로 진행된 RoH 월드 텔레비전 타이틀전이 1:1 무승부 처리
- 레슬링스 그레이티스트 태그팀 (찰리 하스 & 셸턴 벤자민)이 브리스코 형제 (제이 & 마크)에게 승리

## 같이 보기
- ROH 데스 비포 디스아너